# Bande à part
Bande à part is een Franse Neo noir misdaadfilm uit 1964 onder regie van Jean-Luc Godard.

## Verhaal
Als Franz en Arthur van Odile horen dat er in de kamer van mr. Stolz een grote stapel zwart geld ligt, besluiten ze om dit te stelen. Odile wil aanvankelijk niet meedoen, maar uiteindelijk doet ze dat toch.

## Rolbezetting
Hoofdpersonages:
| Acteur          | Personage |
| --------------- | --------- |
| Anna Karina     | Odile     |
| Sami Frey       | Franz     |
| Claude Brasseur | Arthur    |